# 這う男
「這う男」（はうおとこ、The Adventure of the Creeping Man）は、イギリスの小説家、アーサー・コナン・ドイルによる短編小説。シャーロック・ホームズシリーズの一つで、56ある短編小説のうち47番目に発表された作品である。イギリスの「ストランド・マガジン」1923年3月号、アメリカの「ハースツ・インターナショナル」1923年3月号に発表。1927年発行の第5短編集『シャーロック・ホームズの事件簿』(The Case-Book of Sherlock Holmes) に収録された。

## あらすじ
1903年9月（この事件をワトスンが発表する20年ほど前）、ケンフォード大学のプレスベリー教授の助手トレヴァー・ベネット氏からシャーロック・ホームズに依頼があった。
プレスベリー教授は夫人を亡くしていたが、2、3ヶ月前に同じ大学のモーフィー教授の娘と婚約した。ところがその後プレスベリー教授は突然、行き先を明かさずに2週間も旅に出る。げっそりと疲れた様子で教授が帰ってきたその日から
- 旅先から持ち帰ってきた小箱に偶然ベネット氏が触れただけで激怒する
- 教授の飼っていたウルフハウンドが、時折教授に噛みつくようになった
- 教授は61歳と高齢だが、ベネット氏が記憶する限り以前よりも若々しく、健康になっている
- 廊下を這うように移動する教授を目撃した

などの不可解な状況が断続的に発生しているという。
ベネット氏がこの不思議な事件の説明をしていると、ベネット氏と婚約しているプレスベリー教授の娘がやってくる。彼女が言うには、昨夜、家の3階にある自室で休んでいたところ、突如窓の外に教授が現れ、恐怖に震えたという。
ホームズは2人の話の内容と、教授にまつわる不可解な出来事が起こる日付に注目し、事件解決の糸口を掴む。

## 備考
- 多くのシャーロキアンが認める、正典中最大のナンセンス編。生物学上の問題を抜きにして、最も注目されるのは、これがホームズが自ら望んでワトスンに執筆させた2編のうちの1編であること（もう1編は「悪魔の足」）と、事件解決後にホームズが漏らす感慨である。
- 1889年フランスの高名な医学者ブラウン・セカールが「イエウサギ睾丸抽出液の注射による全身の作業能力亢進」の発表を行っている[3]。また、1920年代初期にロシア出身のフランス人外科医セルジュ・ヴォロノフ（英語版）（セルゲイ・ボロノフ）は、のちに否定されるがサルの睾丸組織移植により若返るとして巨万の富を築いた。本編はそれら「若返り法」に影響を受けていると考えられる[4][5]。当時としては最先端の医学情報を反映したSF的な作品と考えるべきであろう。